# Igor Bugaiov
Igor Bugaiov (n. 26 iunie 1984, la Bender), este un fotbalist din Republica Moldova, care în prezent evoluează la clubul FC Tobol din Kazahstan.

## Carieră
Igor Bugaiov și-a început cariera de fotbalist la formația Dinamo Bender în Divizia Națională. În 2004 el s-a transferat la un alt club din Republica Moldova, CS Tiligul-Tiras Tiraspol. În sezonul următor a urmat un transfer în Ucraina la echipa Cernomoreț Odesa. După doi ani petrecuți aici, el și-a reziliat contractul și s-a transferat la Ceahlăul Piatra Neamț. După ce Ceahlăul a retrogradat, pe 31 iulie 2008 el a fost anunțat ca fiind noul jucător al FC Ural Sverdlovsk Oblast, o echipă din Russian First Division. În martie 2009, el se reîntoarce în Moldova, semnând cu FC Academia UTM Chișinău, și marcând un hat-trick chiar din primul meci.
Pe 22 iunie 2009 el a semnat un contract pe 3 ani cu echipa ucrainenă FC Metalurg Zaporojia.

## Carieră internațională
Igor Bugaiov este membru al echipei naționale de fotbal a Moldovei, pentru care a adunat 35 de selecții și a marcat 6 goluri.